# 袁甲三
袁 甲三（えん こうさん、Yuán Jiǎsān、1806年 - 1863年）、字は午橋。清末の官僚。袁世凱の大叔父にあたる。
河南省項城の人。1835年に進士となり、官位を登っていき兵科給事中となった。1853年、太平天国に対処するために安徽省で団練の組織にあたっていたが、漕運総督周天爵の死去で、その軍を預かることとなった。翌年、左副都御史に抜擢された。1856年、河南巡撫英桂（イングイ）に従って捻軍を攻撃して根拠地の雉河集を占領し、太僕寺卿に任命された。1859年には、漕運総督・欽差大臣・督弁安徽軍務となった。1861年、捻軍の張楽行の部隊を破り、叛服常なき苗沛霖の団練を解散させた。1862年にはドロンガ（多隆阿）とともに陳玉成の守る廬州を攻略した。翌年、陳州での作戦中に死去。端敏の諡号を贈られた。著作に『袁端敏公奏議』がある。子の袁保恒は戸部侍郎・刑部侍郎を歴任した。